# TT92
TT92 (Theban Tomb 92) è la sigla che identifica una delle Tombe dei Nobili ubicate nell’area della cosiddetta Necropoli Tebana, sulla sponda occidentale del Nilo dinanzi alla città di Luxor, in Egitto. Destinata a sepolture di nobili e funzionari connessi alle case regnanti, specie del Nuovo Regno, l'area venne sfruttata, come necropoli, fin dall'Antico Regno e, successivamente, sino al periodo Saitico (con la XXVI dinastia) e Tolemaico.

## Titolare
TT92 era la tomba di:
| Titolare | Titolo                           | Necropoli           | Dinastia/Periodo              | Note                                                     |
| -------- | -------------------------------- | ------------------- | ----------------------------- | -------------------------------------------------------- |
| Suemnut  | Maggiordomo reale, netto di mani | Sheikh Abd el-Qurna | XVIII dinastia (Amenhotep II) | versante est della collina; sopra la TT93, sotto la TT91 |

## Biografia
Iamnufer, Sindaco di Neferusi, fu il padre di Suemnut, mentre Meryt, Cantatrice di Thot, fu sua madre. Kat fu sua moglie.

## La tomba
La planimetria della tomba si presenta leggermente differente da quelle del periodo; la sala trasversale tipica delle tombe a "T" capovolta, è infatti preceduta da un'anticamera il cui tetto è sorretto da due pilastri. Sulle pareti di tale locale (1 in planimetria) il defunto e la moglie offrono libagioni e, durante un banchetto cui sono presenti alcuni musicisti, a loro volta ricevono offerte da una fanciulla; poco discosto (2) scene di preparazione della birra e di cibi alla presenza del defunto assiso. Seguono (3) scene, appena abbozzate, di un prete "sem" dinanzi al defunto accompagnato dalla moglie e da un bambino. Una scena non ultimata (4) vede il defunto e la moglie offrire libagioni a Osiride mentre, poco oltre (5), debitori restituiscono prodotti sotto il controllo di scribi che ne annotano l'entità. Seguono (7-8) scene (non finite) in cui, su sei registri sovrapposti, il defunto seguito da portatori, reca ad Amenhotep II e alla dea Hathor doni tra cui vasi, mobilio, statue del re, tori e altro.
Un breve corridoio dà accesso alla sala trasversale in cui i rilievi parietali sono appena accennati o non terminati: una scena (9), appena abbozzata, vede uomini in offertorio al defunto e alla moglie; seguono (10-11) scene, non terminate, di vendemmia e di preparazione del vino, nonché di caccia e pesca del defunto e della moglie. Segue una scena (12) del defunto e della moglie che ricevono prodotti dalle aree del Delta nilotico.
Un altro breve corridoio consente l'accesso a una camera perpendicolare alla precedente: sulle pareti fiancheggianti l'ingresso (13), due portatori, uno per lato, recano rispettivamente la statua di un uomo e di una donna. Poco discosto (14), scene della processione, con portatori di suppellettili funerarie, diretta verso Osiride e la Dea dell'Occidente (Hathor), e scene del pellegrinaggio ad Abido mentre (15) alcuni uomini offrono libagioni al defunto e alla moglie. Sulla parete opposta (16-17) scene di riti sulla mummia e di banchetto funebre cui partecipano il defunto, la moglie, e i genitori, allietato da un concerto di musiciste e ballerine.
Una nicchia (18), sulle cui pareti il defunto e la moglie adorano Anubi in veste di sciacallo, chiude la parete di fondo.
Un architrave che rappresenta Suemnut e sua sorella Yuny in adorazione di Osiride dal tempio di Wazmosi, ma che si ritiene originariamente provenga dalla TT92, si trova oggi al Museo Egizio del Cairo (cat. JE 27840).

### Annotazioni
1. ↑  La numerazione dei locali e delle pareti segue quella di Porter e Moss 1927, p. 186.
2. ↑  La prima numerazione delle tombe, dalla numero 1 alla 253, risale al 1913 con l’edizione del "Topographical Catalogue of the Private Tombs of Thebes" di Alan Gardiner e Arthur Weigall. Le tombe erano numerate in ordine di scoperta e non geografico; ugualmente in ordine cronologico di scoperta sono le tombe dalla 253 in poi.
3. ↑  I campi della Duat, ovvero l'aldilà egizio, si trovavano, secondo le credenze, proprio sulla riva occidentale del grande fiume.
4. ↑  Nella sua epoca di utilizzo, l'area era nota come "Quella di fronte al suo Signore" (con riferimento alla riva orientale, dove si trovavano le strutture dei Palazzi di residenza dei re e i templi dei principali dei) o, più semplicemente, "Occidente di Tebe".
5. ↑  le Tombe dei Nobili, benché raggruppate in un'unica area, sono di fatto distribuite su più necropoli distinte.
6. ↑  Le note, sovente di inquadramento topografico della tomba, sono tratte dal "Topographical Catalogue" di Gardiner e Weigall, ed. 1913 e fanno perciò riferimento alla situazione dell'epoca.
7. ↑  L'identificazione di Neferusi è controversa; nel 1891 Gaston Maspero volle identificarla con Itlidem, a circa 3 Km dal Nilo nei pressi dell'odierna Sheikh Timai (a metà strada circa tra il Delta nilotico e Luxor), ove erano state rinvenute tracce di un tempio dedicato ad Hathor, Signora di Neferusi.
 Successivamente, George Daressy la localizzò poco distante, nell'area dell'odierna Balansûra. Nel 1961 Pierre Montet (1885-1966), egittologo francese, propose l'area di Sheikh Abada, l'antica Antinopolis. Più recentemente, nel 1981, Dieter Kessler, egittologo tedesco, ha proposto la moderna città di Garris, tra Balansûra e Beni Hasan (così in Autori Vari, Current Research in Egyptology 2012: Proceedings of the Thirteenth Annual Symposium, Oxbow books, Oxford 2013).
8. ↑  Il "sem" era il prete, o l'erede, cui competeva la cerimonia di apertura della bocca per consentire al defunto di vivere pienamente della Duat.
9. ↑  Figlio di Thutmosi I.

### Fonti
1. ↑  Gardiner e Weigall 1913.
2. ↑  Donadoni 1999,  p. 115.
3. ↑  Porter e Moss 1927,  p. 187.
4. ↑  Gardiner e Weigall 1913, pp. 24-25.
5. 1 2  Porter e Moss 1927,  pp. 187-189.
6. ↑  Porter e Moss 1972,  pp. 444-446.